# Grubenunglück von Zwickau 1960

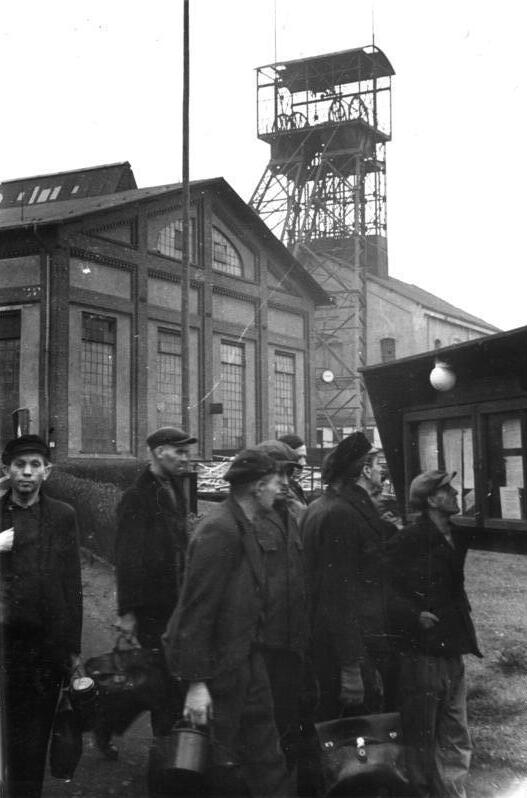
Schacht I, 1948

Das Grubenunglück von Zwickau 1960 auf dem Steinkohlenwerk Karl Marx war das schwerste Grubenunglück der DDR. Am 22. Februar 1960 ereignete sich in der 1. Abteilung um 8.20 Uhr eine Schlagwetter- und Kohlenstaubexplosion, die einen Grubenbrand auslöste. Dadurch kamen mittelbar und unmittelbar 123 Bergleute ums Leben.

## Lage und Situation vor dem Unglück

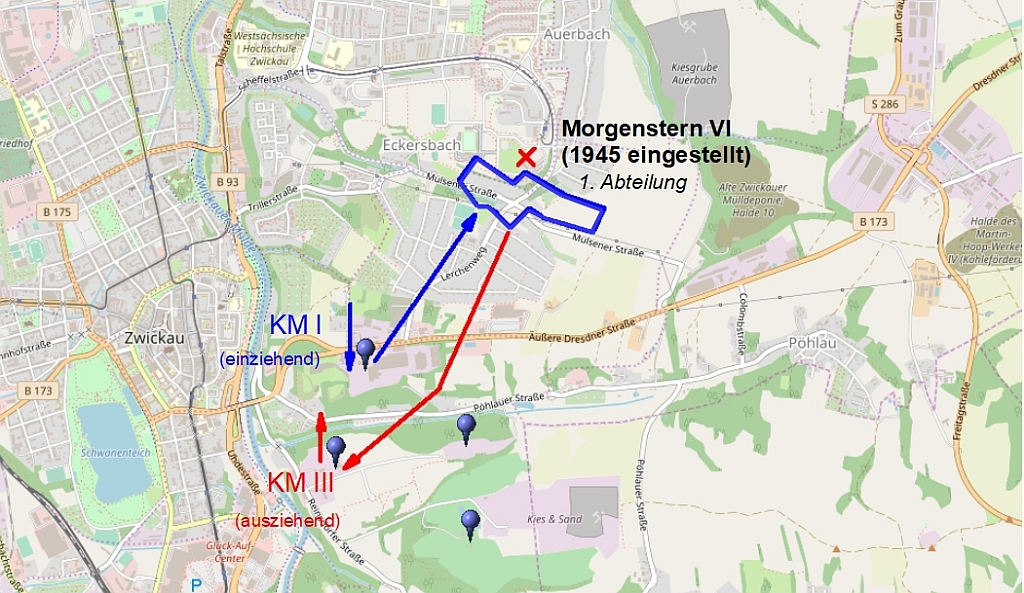
Lage der 1. Abteilung des Steinkohlenwerkes „Karl Marx“ Zwickau mit schematischer Wetterführung

Die 1. Abteilung des Karl-Marx-Werkes lag an der nordöstlichen Grubenfeldgrenze des Werkes und markscheidete mit dem östlich anschließenden Nachbarwerk. Dort war der Abbau im Tiefen Planitzer Flöz bereits in den Jahren 1954/55 beendet worden. 1960 waren zwei Strebe in der 1. Abteilung in Betrieb, der 816cIII-Abbau, der schachtwärts geführt wurde und in Kürze auslaufen würde, sowie der 816cIII-Abbau, der in der unteren Abteilung des Tiefen Planitzer Flözes feldwärts geführt wurde. Als Anschluss für den in Bälde auslaufenden 816cIII-Abbau befand sich in der mittleren Abteilung des Tiefen Planitzer Flözes, über dem Blasversatz des 819e-Abbaues und von diesem durch ein etwa 3 m mächtiges Zwischenmittel getrennt, der 819c-Abbau in Vorrichtung. Dazu war bereits zwischen Kopf- und Fußstrecke eine Verbindung, der 819c-Wetterberg, geschaffen und feldwärts parallel die Strebgasse aufgefahren worden.
Der benachbarte Alte Mann des Martin-Hoop-Werkes war mit Handversatz ausgeführt worden, was die Entstehung von Schleichwettern begünstigte und eine mögliche Schlagwetterquelle darstellte.
Die 1. Abteilung war Unterwerksbau und über die Blindschächte 6, 7 und 8 an die Hauptfördersohle angeschlossen. Sie lag in etwa 1000 Meter Teufe. Die Abbaumethode der 1. Abteilung war streichender Strebbau mit streichendem Verhieb und Blasversatz. Die Kohlenstöße wurden abgebohrt und geschossen, anschließend die Kohle mit Schaufeln („Weiberarsch“) auf das Abbaufördermittel (Panzerförderer) geladen und auf diesem zur Fußstrecke transportiert. Die gebrochenen Kohlen des 819-Flügels wurden über die 819-Fußstrecke und das 818c-Fallort zum 820-Füllbunker gefördert. Hier traf sich der Förderstrom mit dem des 816-Flügels. Aus dem Füllbunker wurde die Kohle in den 820-Querschlag abgezogen und von dort zum Füllort des Blindschachtes 8 transportiert. Im Blindschacht 8 wurde die Kohle auf die IV. Sohle, die Hauptfördersohle, gehoben und von dort dem Schacht 1 zugeführt. Aus der 1. Abteilung kam fast 1/4 (460 zu 2000 t) der Tagesförderung des Werkes.
Selbstretter für die Bergleute waren in ausreichender Anzahl (zwei je Bergmann) vorhanden und entsprechend den damaligen Sicherheitsrichtlinien in Kisten in der unmittelbaren Arbeitsumgebung der Bergleute gelagert.

### Abwetterschacht Morgenstern VI
Nördlich der 1. Abteilung befand sich in wenigen hundert Meter Entfernung der 1943 begonnene, aber 1945 kriegsbedingt eingestellte und daher unvollendete Wetterschacht Morgenstern VI. Da der Brückenberg-Steinkohlenbauverein seit 1920 als Betriebsabteilung zur Gewerkschaft Morgenstern gehörte, hatte die technische Leitung des Unternehmens eine gemeinsame Lösung für die Wetterführung im Nordteil des vereinigten Grubenfeldes geplant. Als dann nach dem Krieg wieder Mittel für die Vollendung dieses Schachtes zur Verfügung gestanden hätten, war der Abbau bereits so weit vorangeschritten, dass dessen Fertigstellung und Anbindung an das Grubengebäude nicht mehr wirtschaftlich gewesen wären. Mit einiger Wahrscheinlichkeit hätte dieser Schacht als ausziehender Wetterschacht die Wetterführung so verbessert, dass Schlagwetteransammlungen wesentlich weniger wahrscheinlich gewesen wären.

## Verlauf
Am Morgen des 22. Februar 1960 waren 178 Bergleute in die 1. Abteilung eingefahren. Diese verteilten sich auf die beiden laufenden Strebe, die Vorrichtung des 819c-Strebes sowie auf Bunker, Blindschächte und Füllorte. Zusätzlich waren noch mehrere Schießhauer mit ihren Gehilfen unterwegs, die die zu schießenden Orte befuhren.
Wie die später durchgeführte Unfalluntersuchung ergab, wurde die Initialzündung durch unsachgemäße Schießarbeiten in der sogenannten Abfahrung in der 819cI-Fußstrecke verursacht. Hier war bereits in der vorangegangenen Schicht der Stoß abgebohrt worden, und zwar sowohl die Kohlenbank als auch das taube Liegende. Der Schießhauer „X“ besetzte alle Löcher, schoss aber nur die Kohle, damit diese sich nicht mit dem tauben Gestein vermischte. Nach dem Abfördern der Kohle sollte dann die liegende Gesteinsbank geschossen werden.
Diese Sprengung wirkte als Initialzündung für die vermutete Schlagwetteransammlung. Die dadurch ausgelöste Schlagwetterexplosion wirbelte den Kohlenstaub auf und brachte diesen zur Explosion. Als Folge der beiden Explosionen kam es zu Bränden am 820-Füllbunker und an einem Vollholzpfeiler am Fuß des Füllbunkers im 820-Querschlag. Die Brandstellen lagen im einziehenden Frischwetterstrom und verteilten sich daher in der gesamten Abteilung, anschließend zogen sie über den Blindschacht 7 bis zur Hauptabwettersohle, der III. Sohle, und von da zum Schacht III, dem Hauptabwetterschacht des Werkes.
Durch die Explosion wurde schlagartig nahezu der gesamte Sauerstoff in der 1. Abteilung verbraucht und die Bergleute im 819-Flügel starben sofort, ohne überhaupt eine Chance zu haben, die Selbstretter zu benutzen. Die Bergleute des 816-Flügels konnten sich fast alle mit angelegtem Selbstretter über den Blindschacht 7 retten. Acht Berglehrlinge, die auf der Abwettersohle mit Umbauarbeiten beschäftigt waren, erstickten teils mit angelegtem Selbstretter aufgrund von Sauerstoffmangel.

## Rettungsarbeiten

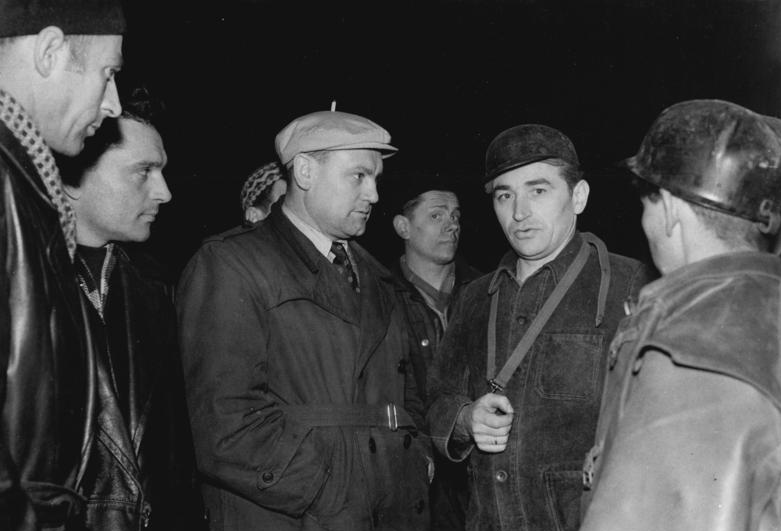
Tschechoslowakische Bergleute helfen bei der Suche nach den noch vermissten 106 Bergleuten, 24. Februar 1960

Die ersten Meldungen über eine Explosion liefen um 8.20 Uhr telefonisch beim Hauptdispatcher des Werkes ein, der sofort die Rettungskette in Gang setzte. Um 8.35 Uhr meldete der Oberführer der Grubenwehr, der sich zum Zeitpunkt der Explosion unter Tage befunden hatte, den Brand am Vollholzpfeiler der westlichen Füllortumfahrung des Blindschachtes 32. Die alarmierte Werksgrubenwehr war 8.40 Uhr einsatzbereit; die ersten beiden Gruppen fuhren 8.45 Uhr ein.
Es wurde eine Einsatzleitung gebildet und weitere Grubenwehren angefordert. Diese stammten von den Nachbarwerken des sächsischen Steinkohlereviers, der Wismut, aus dem Erzbergbau der DDR (Zinn- und Bleierz Freiberg, Kupferschiefer Mansfeld) und dem Braunkohlentiefbau Borna. Bis zum Abend des 22. Februars waren 460 Grubenwehrleute in Zwickau, die sich beim Einsatz unter Tage ablösten. Ein Grubenwehrtrupp aus dem tschechoslowakischen Steinkohlerevier Ostrava verstärkte ab Mittwoch (24. Februar) die eingesetzten Kräfte.
Die Grubenwehrleute hatten am 22. Februar folgende Aufträge: Erkundung der Lage, Rettung von Bergleuten, Brandbekämpfung und Bergung der Toten in den zugänglichen Bereichen.
Die Brandbekämpfung gestaltete sich unglaublich schwierig, da zwei Brandherde gleichzeitig zu bekämpfen waren, nicht genügend Löschwasser zur Verfügung stand und zusätzlich zur sowieso hohen Temperatur unter Tage noch die Abwärme des Brandes und des verdampften Löschwassers kamen.
Am 22. Februar gegen 17.00 Uhr wurden zwei Männer am 817-Bergebunkerkopf gerettet. Wie sich später herausstellte, waren dies die letzten Überlebenden. Am Nachmittag des 23. Februars waren 17 Tote geborgen. 55 Bergleute hatten sich selbst gerettet oder waren von der Grubenwehr gerettet worden und 106 Männer galten noch als vermisst. Die 106 Vermissten wurden alle im Bereich hinter den beiden Brandherden verortet, der nicht zugänglich war. Die weiteren Einsätze der Grubenwehr konzentrierten sich deshalb auf die Brandbekämpfung, um den Zugang zu den abgeschlossenen Bereichen herstellen zu können. Mit Hilfe von Spezialausrüstung der tschechischen Grubenwehr wurden Blenden errichtet und mit Latexschaum abgedichtet, um dem Brand die Frischluftzufuhr abzuschneiden, eine damals neuartige Methode.
Am Abend des 27. Februar 1960 wurde durch die inzwischen gebildete Regierungskommission entschieden, die 1. Abteilung aufzugeben und abzudämmen, um den Brand zu ersticken. Hoffnung für die vermissten Bergleute bestand zu diesem Zeitpunkt bereits nicht mehr. Inzwischen waren 51 Tote geborgen worden und 72 Männer wurden noch vermisst.

## Ermittlungen zur Unfallursache
Bereits im Jahre 1960 wurde beschlossen, die 1. Abteilung wieder vollständig aufzuwältigen, um die Unglücksursache zu ermitteln. Zuständig für Ermittlungen bei größeren Unglücken war das Ministerium für Staatssicherheit, das die Zeit bis zur Öffnung nutzte, um eigene Mitarbeiter für die Arbeit unter Tage zu schulen und diese zum Einsatz unter Atemschutzgerät der Grubenwehr zu befähigen.
Weiterhin wurde beschlossen, den Abbau in der 1. Abteilung nicht wieder aufzunehmen. Die Aufwältigung diente einzig der Ermittlung der Unfallursache. Die Branddämme wurden regelmäßig befahren und beprobt.
Der Alte Mann des Martin-Hoop-Werkes wurde von dessen Seite aus ebenfalls mit Mauerdämmen abgeriegelt, da sonst Schleichwetter das Feuer am Leben hätten erhalten können.
Vor der Öffnung sollte das Brandfeld mit Inertgas gespült werden, um auch letzte möglicherweise verbliebene Glutnester zu ersticken.

### Öffnung der 1. Abteilung
Am 26. Februar 1961, ein Jahr nach dem Unglück, begann die Aufwältigung der 1. Abteilung mit dem Durchspülen der Grubenbaue. Ab 6.00 Uhr wurden 24 Stunden lang insgesamt 31.615 m³ eines Stickstoff-Argon-Gemisches durch das abgedämmte Grubenfeld geleitet. Für die Arbeiten standen 132 Grubenwehrleute mit entsprechender Ausrüstung bereit.
Am 28. Februar 1961 wurde der Damm im 821-Querschlag geöffnet. Die Grubenwehr setzte systematisch die Rohrleitungen und andere Infrastruktur instand und drang immer weiter in das Brandfeld vor. Es wurden weitere wetterdichte Dämme errichtet, um die gesicherten Bereiche auch ohne Atemschutzgerät betreten zu können.
In jedem Grubenwehrtrupp war ein MfS-Mitarbeiter dabei, der an Fundsituationen analog zu Tatorten Spuren sicherte und fotografisch sowie schriftlich dokumentierte. Wurde eine Leiche gefunden, so wurden die Arbeiten eingestellt und Mitarbeiter der Morduntersuchungskommission der Kriminalpolizei sowie des MfS führten zunächst eine kriminaltechnische Untersuchung durch.
Am 13. März 1961 war das Vorfeld soweit gesichert, dass die eigentlichen Aufwältigungsarbeiten beginnen konnten.
Wo der Holzausbau verbrannt war, waren Brüche gefallen. Außerdem waren die Strebe so wie die Kopf- und Fußstrecken aufgrund der langen Standdauer deformiert. Diese Bereiche mussten aufgewältigt und neu ausgebaut werden. Schließlich konnte der Damm im 816-Wetterberg geöffnet werden, wodurch eine durchgängige Wetterführung möglich wurde und auf die Sonderbewetterung verzichtet werden konnte.
Bis zum 1. September 1961 waren 9 der 72 vermissten Toten gefunden und geborgen worden – im 820-Querschlag und in der 816-Fußstrecke. Der 816-Flügel war damit beräumt und durch die Neuauffahrung einer Wetterverbindung zwischen 816-Stammachse und dem 816-Wetterberg konnte der gesamte 816-Flügel abgeworfen und so die Wetterführung vereinfacht werden. 63 Tote waren noch zu finden; diese konnten sich nur im 819-Flügel befinden.
Direkt am Beginn der 819-Kopfstrecke lag ein schwerer Bruch, der sich nicht bewältigen ließ. Daher arbeiteten sich die Bergungsmannschaften über das 818c-Fallort in die 819-Fußstrecke vor, von dort bis in den 819c-Wetterberg und den 819e-Streb, danach von dort aus in der 819-Kopfstrecke wieder in Richtung des Bruches zurück. Dabei wurden insgesamt 57 Leichen gefunden. Die nicht gefundenen 6 Toten wurden unter den Bruchmassen vermutet.
Die gefundenen Leichen wurden vor Ort in luftdichte Särge eingesargt und darin zu Tage gefördert. Für die Grubenwehrleute wurden Desinfektionsschleusen eingerichtet, ihre abgelegte Kleidung wurde in verschlossenen Hunten ausgefördert und dort desinfiziert und gewaschen. Wegen der psychischen und physischen Belastung wurden die Grubenwehrleute unter und über Tage medizinisch und psychologisch betreut.
Diese Arbeiten waren am 12. Mai 1962 abgeschlossen. Anschließend wurde der 819-Flügel abgeworfen.

## Trauer

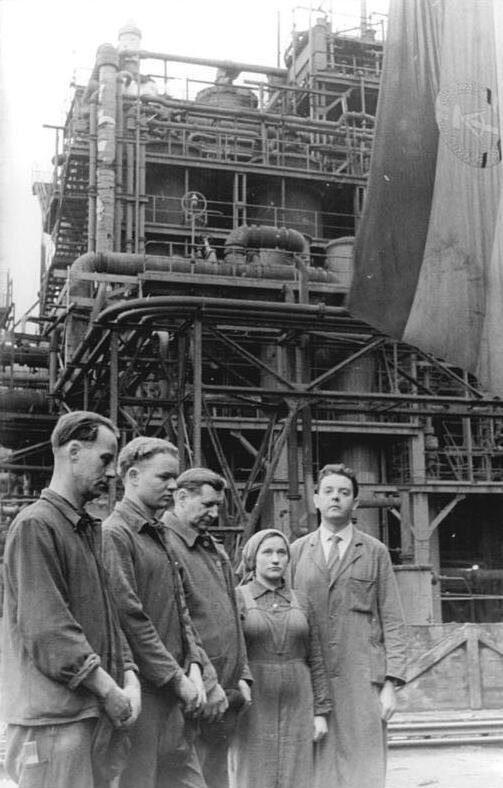
Staatstrauer am 27. Februar 1960 um 12.00 Uhr – Arbeiter der Leuna-Werke

Für den 27. Februar 1960 wurde durch die Regierung der DDR Staatstrauer ausgerufen. Um 12.00 Uhr ruhte im gesamten Land für zwei Minuten die Arbeit, es war halbmast geflaggt und in Zwickau läuteten sämtliche Glocken. Auf dem zentralen Veranstaltungsplatz der Stadt, dem Stalinplatz (heute Platz der Völkerfreundschaft), wurde eine Gedenktafel mit den Namen der Toten und vermissten Bergleute aufgestellt, an der Tausende vorbeizogen, um Kränze oder Blumen abzulegen und ihre Anteilnahme zu bekunden. Tanz- und Faschingsveranstaltungen waren abgesagt worden, Läden und Gaststätten blieben zwischen 10.30 Uhr und 13.00 Uhr geschlossen.
Im Lindenhof fand der Staatstrauerakt statt, zu dem Ministerpräsident Otto Grotewohl die Trauerrede hielt. Neben den Angehörigen und Vertretern des Karl-Marx-Werkes nahmen weitere Regierungsvertreter und Trauergäste daran teil.
Die bis dahin geborgenen Toten wurden in ihren Heimatorten beigesetzt, ebenso die ein Jahr später nach der Öffnung der 1. Abteilung geborgenen und identifizierten Toten. Für die 11 nicht identifizierten und die 6 nicht geborgenen Toten wurde 1963 auf dem Zwickauer Hauptfriedhof ein gemeinsamer Grabstein errichtet. Seit 1990 gedenken jedes Jahr am 22. Februar die Kumpel an dieser Stelle ihrer Kameraden. Zum 60. Jahrestag des Unglückes 2020 läuteten nach einem Gedenkgottesdienst in der Moritzkirche alle Glocken der Stadt.

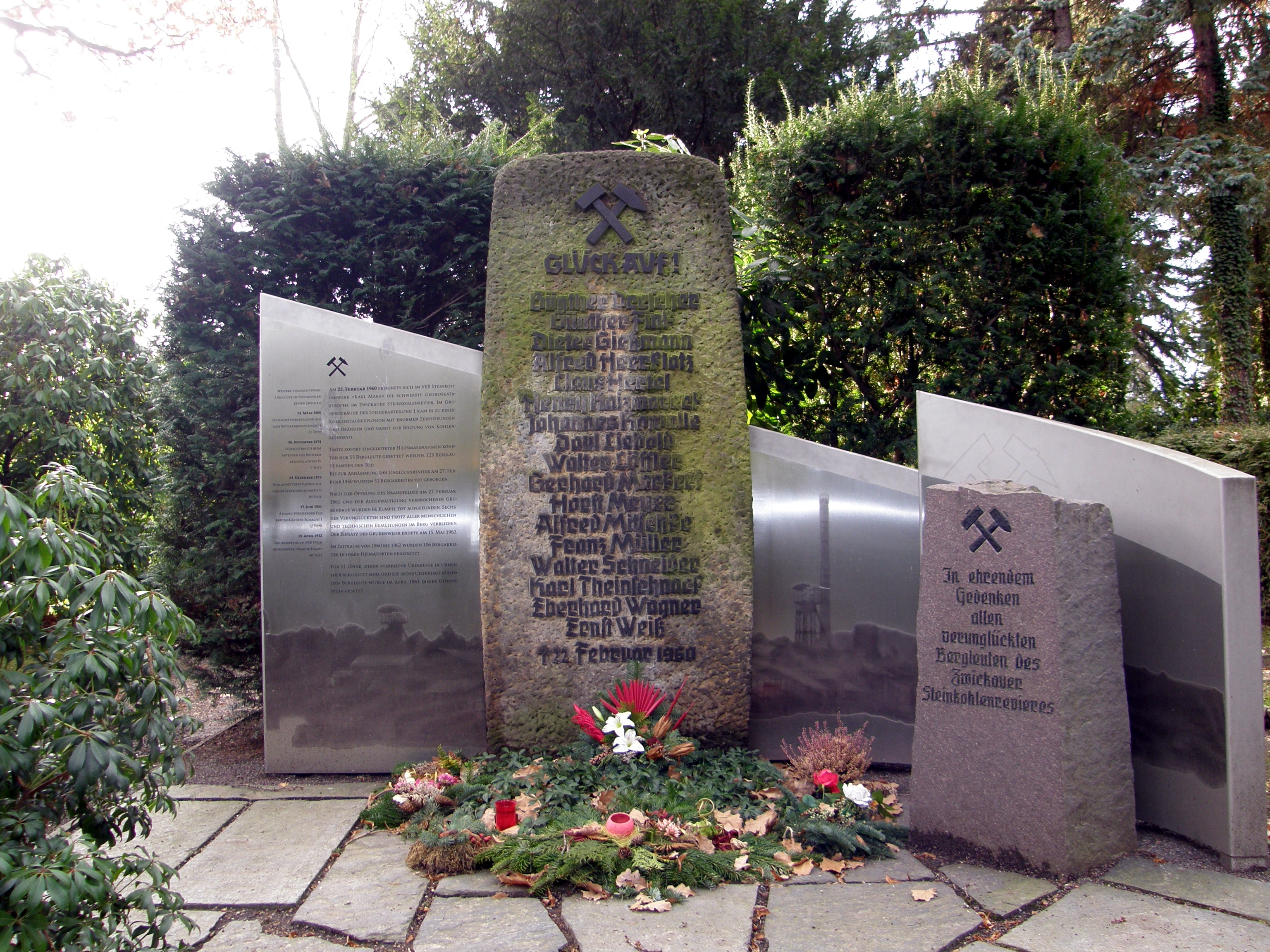
Denkmal auf dem Zwickauer Hauptfriedhof
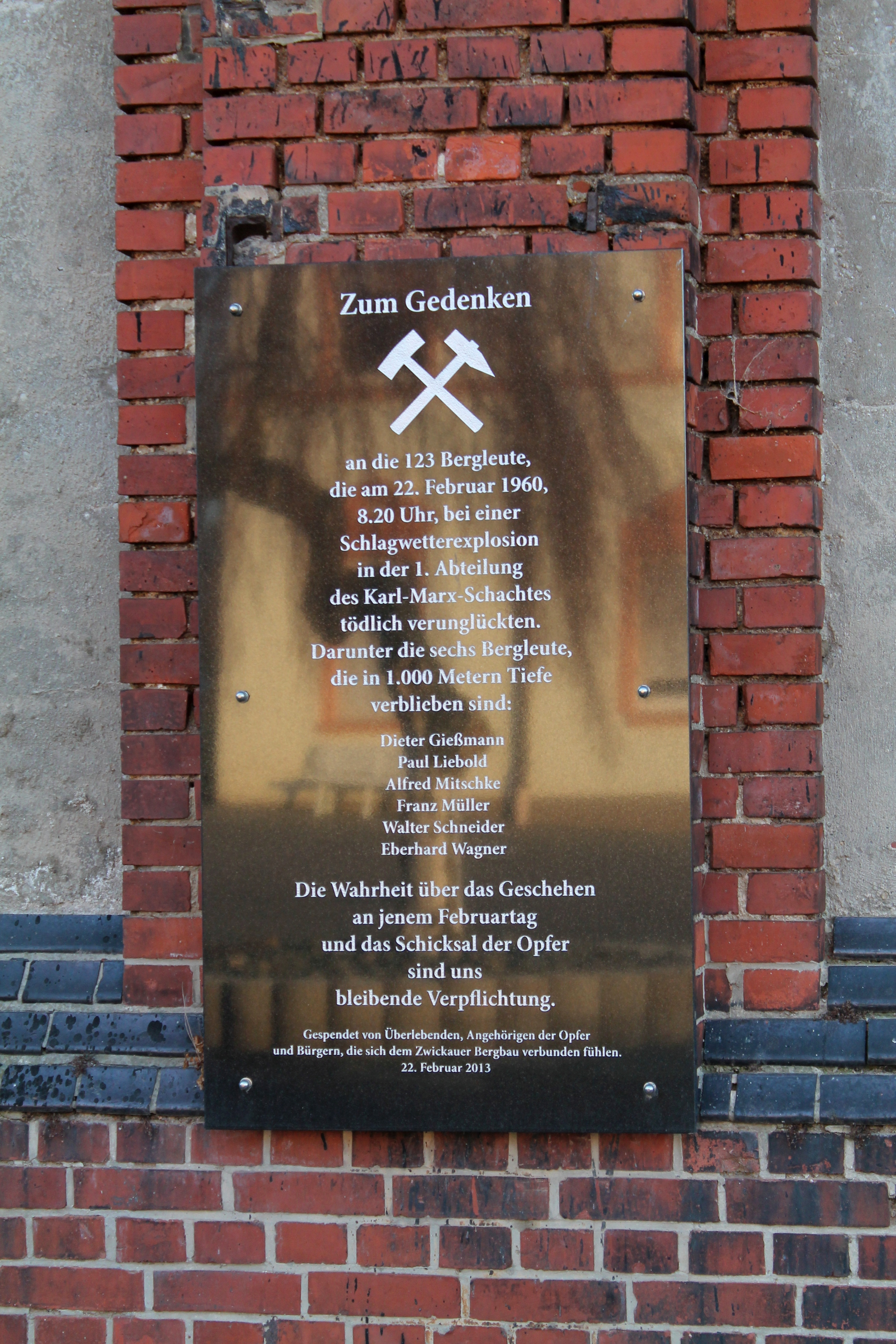
Gedenktafel am Fördermaschinengebäude Schacht I
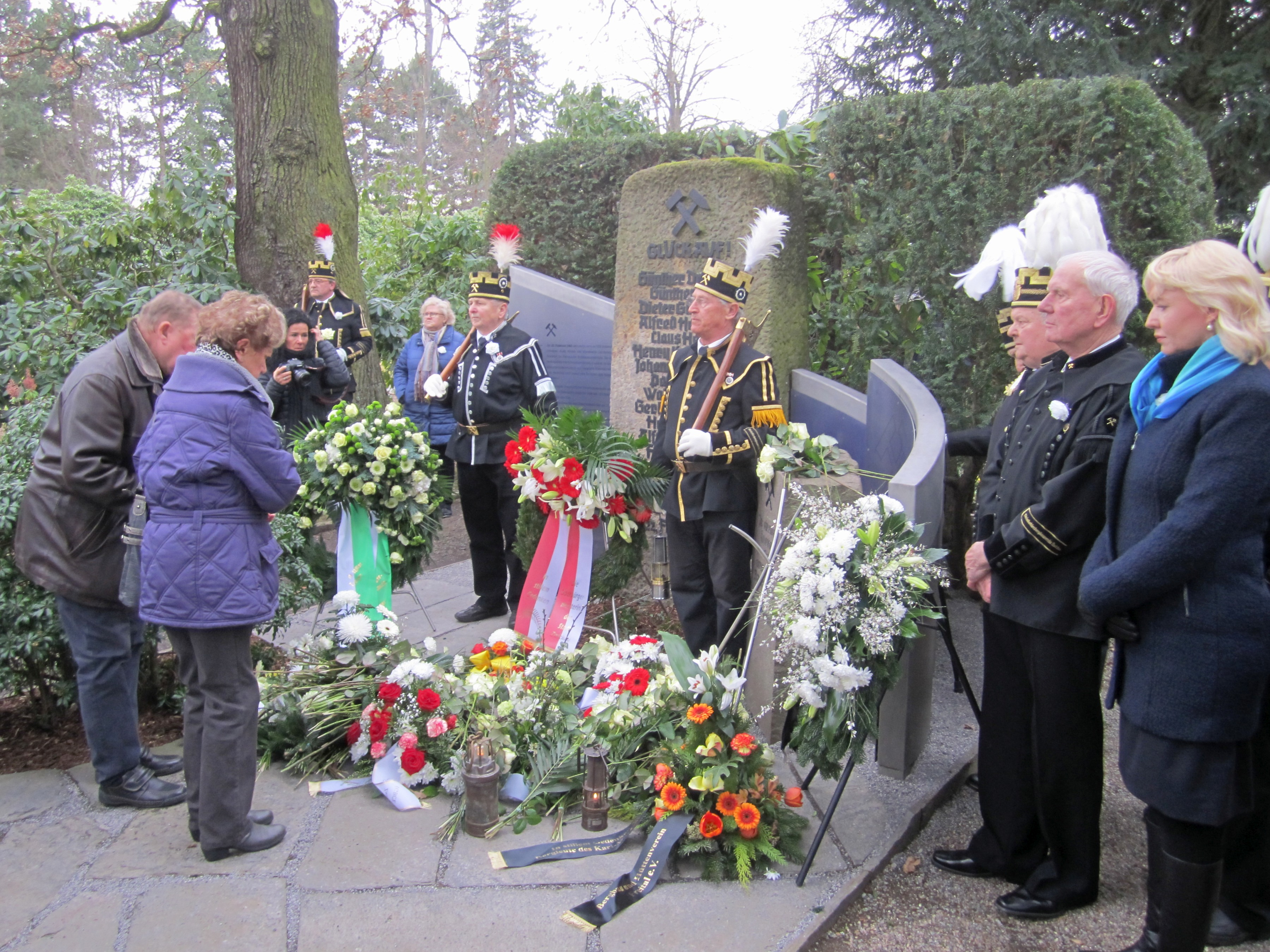
Stilles Gedenken am 60. Jahrestag, 2020

## Folgen
In Auswertung der Katastrophe wurden verschiedene Maßnahmen zur Verbesserung der Sicherheit getroffen. Unter anderem mussten die Selbstretter nunmehr ständig am Mann mitgeführt werden. Zum Zeitpunkt des Unglücks 1960 waren in der 1. Abteilung insgesamt 356 Retter stationiert, davon 132 im 819-Flügel, 104 im 816-Flügel und 120 an verschiedenen zentralen Punkten, jeweils in Kisten.

## Filme
- Kerstin Mauersberger, Jürgen Ast: Tod im Schacht – Zwickau 1960. Reportage aus der Reihe Vergessene Katastrophen, MDR 2002 (in dem Film werden authentische Filmausschnitte der damaligen Berichterstattung über die Katastrophe unkommentiert vermischt mit Grubenwehrlehrfilmen und anderen Aufnahmen gezeigt, zum Teil werden Sachverhalte nicht richtig wiedergegeben)